# Ácido mandélico
O ácido mandélico é um ácido carboxílico cuja fórmula química é C8H8O3. É um sólido branco, cristalino e é parcialmente solúvel em água e totalmente em solventes orgânicos como o isopropanol e etanol. Sua temperatura de fusão é de 118 °C. Se obscurece por efeito da luz solar e possui propriedades.